# Adam Grabowiecki
Adam Grabowiecki (ur. 3 czerwca 1963 w Legnicy) – polski polityk, przedsiębiorca, poseł na Sejm X kadencji.

## Życiorys
Ukończył w 1983 zespół szkół rolniczych, po czym w 1986 podjął studia zaoczne na Wydziale Nauk Społecznych Uniwersytetu Wrocławskiego. W 1996 uzyskał stopień doktora nauk humanistycznych. W latach 1989–1991 sprawował mandat posła na Sejm kontraktowy z ramienia Zjednoczonego Stronnictwa Ludowego, wybranego w okręgu legnickim. W trakcie kadencji pełnił funkcję sekretarza Sejmu oraz zastępcy przewodniczącego Komisji Obrony Narodowej. Dołączył w międzyczasie do Polskiego Stronnictwa Ludowego. Od lat 90. do 2002 pełnił funkcję wójta gminy Chojnów. Zajął się też prowadzeniem własnej działalności gospodarczej.
W wyborach parlamentarnych w 2001 i 2005 bez powodzenia kandydował do Senatu, a w 2007 do Sejmu z listy PSL. W maju 2009 objął funkcję prezesa zarządu Legnickiej Specjalnej Strefy Ekonomicznej, którą pełnił do czerwca 2014. Następnie został prezesem zarządu KGHM Letia Business Center.